# Letitia Vriesde
Letitia Vriesde (Coronie, 5 oktober 1964) is een voormalige atlete uit Suriname. Haar belangrijkste nummer was de 800 m. Ze nam deel aan vijf achtereenvolgende Olympische Spelen.

## Biografie

### Overgang van Suriname naar Nederland
Vriesde is geboren in het district Coronie. Ze begon in 1980 met hardlopen en vestigde een Surinaams record op de 1500 m. Nadat het Surinaams Olympisch Comité (SOC) er niet in was geslaagd haar af te vaardigen naar de Olympische Spelen van 1984 in Los Angeles, omdat ze nog geen atlete van wereldklasse was, besloot ze haar land te verlaten en in Nederland te gaan trainen.
Op de Olympische Spelen van 1988 werd ze op de 1500 m uitgeschakeld in de kwalificatierondes. Op de 800 m sneuvelde ze met 2.02,34 in de halve finale.

### Finaliste op WK
Letitia Vriesde brak in 1991 door, toen ze tijdens de wereldkampioenschappen in Tokio de finales van zowel de 800 m als de 1500 m haalde. Vriesde finishte uiteindelijk als vijfde, respectievelijk negende. In 1985 vestigde ze zich in Nederland. Ze behield echter de Surinaamse nationaliteit.

### Eerste WK-medailles van Zuid-Amerikaanse
Ze won vervolgens een zilveren medaille op de WK van 1995 in Göteborg, achter Ana Fidelia Quirot. Eerder dat jaar had ze al een bronzen medaille behaald op de wereldindoorkampioenschappen. Dit waren de eerste medailles die door een atlete uit Zuid-Amerika tijdens wereldkampioenschappen werden gewonnen. Ze won ook een bronzen medaille tijdens de WK van 2001 in Edmonton.
Goud was er eveneens voor haar weggelegd op de Pan-Amerikaanse Spelen van 2003. Ze werd echter gediskwalificeerd en moest haar medaille inleveren, nadat bij de dopingtest een hoog niveau cafeïne in haar bloed was gevonden. Ze werd echter niet uitgesloten en deed later dat jaar mee aan de wereldkampioenschappen.

### Beste Surinaamse hardloopster ooit
Vriesde is de meest succesvolle Surinaamse hardloopster ooit en vestigde Zuid-Amerikaanse records op de 800 m, 1000 m en 1500 m (in- en outdoor) en ook op de 3000 m (indoor). Ze deed zeven keer mee aan de wereldkampioenschappen en vijf keer aan de Olympische Spelen, maar heeft nimmer een olympische finale gehaald. Tijdens de Olympische Spelen van 1992 haalde ze wel een soort record. Van de deelnemers aan de halve finale van de 800 m die zich niet wisten te kwalificeren, liep Vriesde de snelste tijd ooit. Vriesde heeft ook diverse medailles gewonnen tijdens de Pan-Amerikaanse Spelen en Centraal-Amerikaanse Spelen.
Tijdens de Olympische Zomerspelen van 2000 en 2004 was zij de vragendraagster voor Suriname.

### Afscheid
Aan het eind van het seizoen 2005 nam Letitia Vriesde afscheid van de topatletiek. Op 4 september 2005 ontving zij uit handen van vicevoorzitter Wim Slootbeek (KNAU) de Wim de Beer-plaquette en werd ze benoemd tot lid van verdienste van de KNAU. In Paramaribo is de Cultuurtuinlaan omgedoopt in Letitia Vriesdelaan. De Surinaamse regering schonk Vriesde een stuk grond als blijk van waardering.

### Vervolg
In 2021 werd zij opgenomen in de technische staf van SC Feyenoord. Zij neemt het performance-deel voor haar rekening.

## Privé
Vriesde trad op 9 september 2005 te Middelburg in het huwelijk met Bas van Veen. In 2007 schonk zij het leven aan een dochter.

## Kampioenschappen

### Internationale kampioenschappen
| Onderdeel | Titel                                               | Jaar             |
| --------- | --------------------------------------------------- | ---------------- |
| 800 m     | Zuid-Amerikaanse Spelen kampioene                   | 1990             |
|           | Centraal-Amerikaanse en Caribische Spelen kampioene | 1993, 1998, 2002 |
|           | Pan-Amerikaanse Spelen kampioene                    | 1999             |
| 1500 m    | Zuid-Amerikaanse Spelen kampioene                   | 1990             |
|           | Centraal-Amerikaanse en Caribische Spelen kampioene | 1990, 1993       |
|           | Zuid-Amerikaans kampioene                           | 2001             |

### Nederlandse kampioenschappen
Indoor
| Onderdeel | Jaar       |
| --------- | ---------- |
| 400 m     | 1995       |
| 800 m     | 1992, 2003 |
| 1500 m    | 1992       |

## Persoonlijke records
Outdoor
| Onderdeel   | Prestatie    | Datum             | Plaats   |
| ----------- | ------------ | ----------------- | -------- |
| 400 m       | 52,01        | 12 juli 1997      | Arnhem   |
| 600 m       | 1.27,01      | 2 september 2003  | Luik     |
| 800 m       | 1.56,68 (AR) | 13 augustus 1995  | Göteborg |
| 1000 m      | 2.32,25 (AR) | 10 september 1991 | Berlijn  |
| 1500 m      | 4.05,67 (AR) | 31 augustus 1991  | Tokio    |
| 1 Eng. mijl | 4.30,45      | 8 juli 1992       | Lausanne |
| 3000 m      | 9.15,64      | 11 mei 1991       | Leiden   |

Indoor
| Onderdeel | Prestatie    | Datum            | Plaats     |
| --------- | ------------ | ---------------- | ---------- |
| 400 m     | 53,56 s      | 19 februari 1995 | Den Haag   |
| 800 m     | 1.59,21 (AR) | 23 februari 1997 | Birmingham |
| 1000 m    | 2.38,30 (AR) | 25 februari 1999 | Stockholm  |
| 1500 m    | 4.14,05 (AR) | 12 februari 1992 | Boedapest  |
| 3000 m    | 9.07,08 (AR) | 31 januari 1993  | Den Haag   |

## Palmares

### 400 m
- 1995:  NK indoor - 53,56 s

### 800 m
Kampioenschappen
- 1988:  NK indoor - 2.09,40
- 1988:  NK - 2.04,47
- 1989:  NK indoor - 2.09,29
- 1990:  NK indoor - 2.04,54
- 1990:  Zuid-Amerikaanse Spelen - 2.06,2
- 1990:  Centraal-Amerikaanse en Caribische Spelen - 2.04,97
- 1991: 5e WK - 1.58,25
- 1992:  NK indoor - 2.01,88
- 1992: 2e in serie OS - 1.59,93
- 1993:  Centraal-Amerikaanse en Caribische Spelen - 2.04,28
- 1995:  WK indoor - 2.00,36
- 1995:  WK - 1.56,68
- 1995: 4e Grand Prix finale - 1.57,16
- 1995:  Pan-Amerikaanse Spelen - 2.02,25
- 1996: 5e in ½ fin. OS - 1.58,29
- 1997: 4e WK indoor - 1.59,84
- 1997: 4e WK - 1.58,12
- 1997:  Grand Prix finale - 1.59,73
- 1998:  Centraal-Amerikaanse en Caribische Spelen - 2.00,24
- 1998:  Wereldbeker - 2.00,56
- 1999:  Pan-Amerikaanse Spelen - 1.59,95
- 1999: 6e Grand Prix finale - 2.00,69
- 2000: 4e in serie OS - 2.02,09
- 2001:  WK - 1.57,35
- 2001: 8e Grand Prix finale - 2.16,92
- 2001:  Zuid-Amerikaanse kamp. - 2.00,93
- 2002:  Centraal-Amerikaanse en Caribische Spelen - 2.04,50
- 2003:  NK indoor - 2.03,63
- 2004: 8e in ½ fin. OS - 2.06,95 (serie 2.01,70)
- 2004: BM NK - 2.02,91 (1e)

Golden League-podiumplekken
- 1998:  Golden Gala – 1.58,16
- 2000:  Memorial Van Damme – 1.58,62
- 2001:  Bislett Games – 1.59,37

### 1500 m
- 1988:  NK - 4.23,43
- 1990:  NK indoor - 4.25,16
- 1990:  Zuid-Amerikaanse Spelen - 4.23,0
- 1990:  Centraal-Amerikaanse en Caribische Spelen - 4.26,28
- 1991: 9e WK - 4.05,67
- 1991:  Pan-Amerikaanse Spelen - 4.16,75
- 1992:  NK indoor - 4.16,08
- 1992: 5e in serie OS - 4.10,63
- 1993:  Centraal-Amerikaanse en Caribische Spelen - 4.18,45
- 2001:  Zuid-Amerikaanse kamp. - 4.19,97

## Onderscheidingen
- 1991: "KNAU-atlete van het jaar
- 2001: KNAU-atlete van het jaar
- 2005: KNAU-lid van verdienste
- 2021: Opname op de Iconenkalender van NAKS.[3]